# Ischaemum raizadae
Ischaemum raizadae är en gräsart som beskrevs av Koppula Hemadri och Billore. Ischaemum raizadae ingår i släktet Ischaemum och familjen gräs. Inga underarter finns listade i Catalogue of Life.